# Imieniny – marzec

## Imieniny w marcu obchodzą

### 1 marca
Feliks, Herakles, Józef, Eudokia, Leon, Nicefor, Leona, Antoni, Joanna, Radosław, Budzisław, Albin

### 2 marca
Absalon, Paweł, Januaria, Agnieszka, Symplicjusz, Michał, Helena, Franciszek, Henryk, Krzysztof, Prosper

### 3 marca
Wirzchosława, Gerwina, Asteriusz, Samuel, Gerwin, Kinga, Kamila, Maryn, Maryniusz, Kunegunda, Tycjan, Piotr

### 4 marca
Adrian, Leonard, Lucjusz, Gerarda, Eugeniusz, Kazimierz, Gerard, Arkadiusz, Jakubina, Piotr

### 5 marca
Adrian, Fryderyk, Pakosław, Jan, Oliwia, Marek, Euzebiusz

### 6 marca
Eugenia, Róża, Jordana, Koleta, Frydolin, Wiktor, Jordan, Będzimysł

### 7 marca
Paweł, Bazyli, Tomasz, Nadmir, Felicyta, German, Eubul

### 8 marca
Miłogost, Wincenty, Stefan, Filemon, Jan, Julian, Beata, Herenia

### 9 marca
Mścisława, Dominik, Tarazjusz, Prudencjusz, Franciszka, Katarzyna, Przemyślibor

### 10 marca
Makary, Porfirion, Marceli, Cyprian, Aleksander, Zwnisława, Gajus, Gaja, Piotr

### 11 marca
Benedykt, Konstantyn, Prokop, Sofroniusz, Trofim, Kandyd, Drogosława, Konstanty

### 12 marca
Bernard, Józefina, Grzegorz, Blizbor, Piotr

### 13 marca
Roderyk, Patrycja, Bożena, Marek, Kasjan, Ernest, Trzebiesław, Krystyna, Letycja

### 14 marca
Fawila, Michał, Afrodyzy, Pamela, Bożeciecha, Matylda, Leona, Afrodyzjusz, Afrodyzja, Leon, Jakub, Piotr, Ewa

### 15 marca
Klemens, Ludwika, Longina, Longin, Gościmir, Krzysztof, Placyd

### 16 marca
Hilary, Abraham, Cyriak, Hiacynt, Izabela, Artemia, Natalis, Herbert, Miłostryj

### 17 marca
Agrykola, Ambroży, Cieszysław, Gertruda, Józef, Patrycjusz, Patrycy, Patryk, Paweł, Regina, Witburga, Zbigniew, Zbygniew, Zbygniewa

### 18 marca
Aleksa, Narcyz, Boguchwał, Anzelm, Cyryl, Marta, Edward, Salwator, Aleksander, Trofim, Celestyna

### 19 marca
Bogdan, Jan, Józef, Leoncjusz, Marceli, Marek, Sybillina

### 20 marca
Klemens, Klaudia, Bogusław, Ambroży, Eufemia, Cyriaka, Wincenty, Patrycjusz, Anatol, Aleksander, Fotyna, Józefa, Ermegarda, Irmegarda, Kutbert, Wolfram, Archip

### 21 marca
Benedykt, Marzanna, Klemencja, Mikołaj, Filemon, Ludomira, Teodul

### 22 marca
Paweł, Bogusław, August, Kazimierz, Katarzyna, Godzisław, Baldwin, Baldwina, Bazyli, Lea

### 23 marca
Feliks, Pelagia, Zbysław, Eberhard, Wiktoriana, Wiktorianna, Wiktorian, Konrad, Piotra, Pelagiusz, Katarzyna, Oktawian

### 24 marca
Sewer, Sofroniusz, Marek, Aldmir, Oldmir, Szymon, Dzirżysława, Gabriel, Bertrada, Ademar

### 25 marca
Mariola, Dyzma, Nikodem, Maria, Lutomysł, Ireneusz, Dula

### 26 marca
Feliks, Emanuel, Emanuela, Teodor, Larysa, Nicefor, Manuela, Tworzymir, Bazyli, Montan

### 27 marca
Benedykt, Ernest, Lidia, Jan

### 28 marca
Aleksander, Doroteusz, Guntram, Renata, Ingbert, Joanna, Kastor, Malachiasz, Malkolm, Pryskus, Rogat, Stefan

### 29 marca
Wiktoryn, Marek, Eustazy, Czcirad, Cyryl

### 30 marca
Amelia, Leonard, Dobromir, Amadea, Kwiryna, Kwiryn, Mamertyn, Aniela, Litobor, Częstobor, Jan, Mamertyna, Piotr

### 31 marca
Gwido, Beniamin, Kornelia, Dobromira, Balbina, Amos, Achacjusz, Achacy